# ロマン・ホフシュテッター
ロマン・ホフシュテッター（Roman Hoffstetter, 1742年4月24日 ラウデンバハ - † 1815年5月21日 ミルテンベルク・アム・マイン）は、オーストリアのベネディクト会の修道士であり、アマチュア作曲家。名はローマン、姓はホーフシュテッターとも表記される。
ホフシュテッターはフランツ・ヨーゼフ・ハイドンの信奉者であり、ハイドンの音楽様式にならって自らも作曲を行なった。特に『6つの弦楽四重奏曲 作品3』は長らくハイドンの作品と見なされていたが、現在ではホフシュテッターの作品であることが明らかになっている。その中でも『弦楽四重奏曲 ヘ長調 作品3-5』の第2楽章（アンダンテ・カンタービレ）は、長らく『ハイドンのセレナード』の名で親しまれてきたため、呼び名にねじれ現象が起こっている。

## 参考資料
- Marshall J. Fine: The viola concertos of Fr. Roman Hoffstetter, OSB. A new edition based on the manuscripts found at the university of Lund. UMI Publications, Ann Arbor, Mi 1990
- Hubert Unverricht: Beiträge zur Mittelrheinischen Musikgeschichte. Bd 10. Die beiden Hoffstetter. Zwei Komponistenporträts mit Werkverzeichnissen. Schott, Mainz 1968, ISBN 3795713102